# Christoph Riggenbach

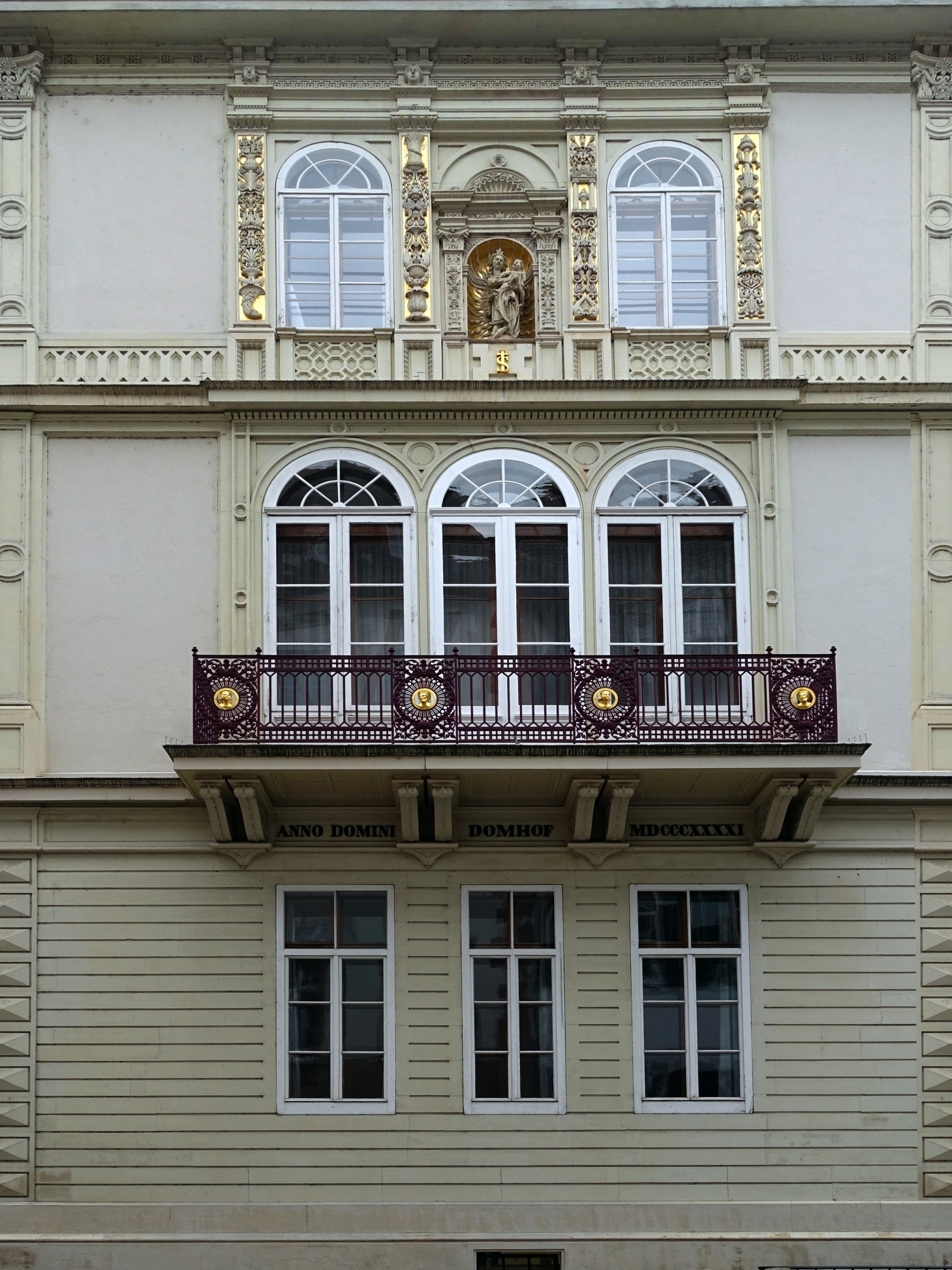
Domhof, Anbau des Flügels 1841

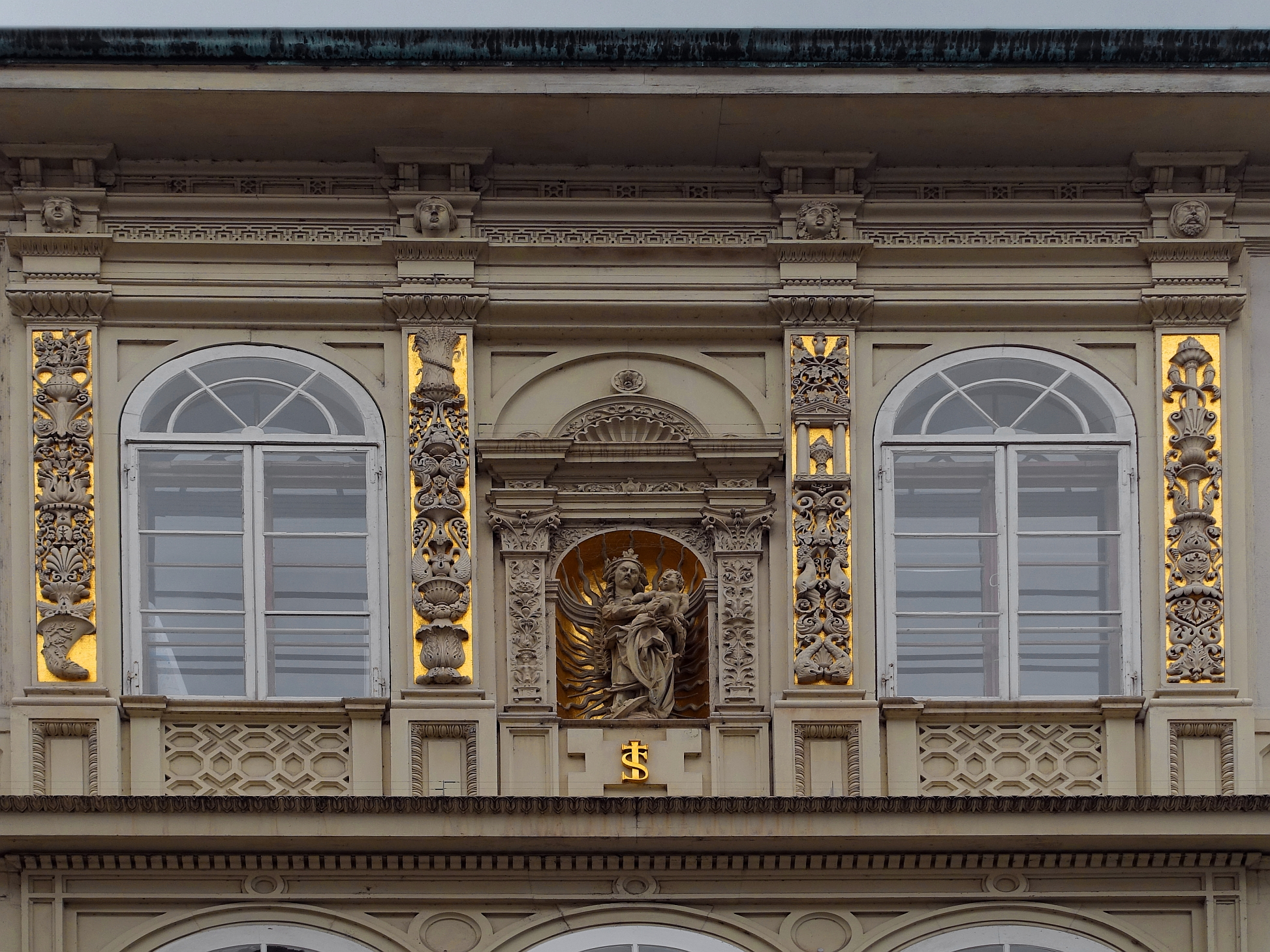
Madonna aus dem 16. Jahrhundert

Christoph Riggenbach (* 23. November 1810 in Basel; † 11. Juni 1863 ebenda) war ein Schweizer Architekt.

## Leben und Wirken

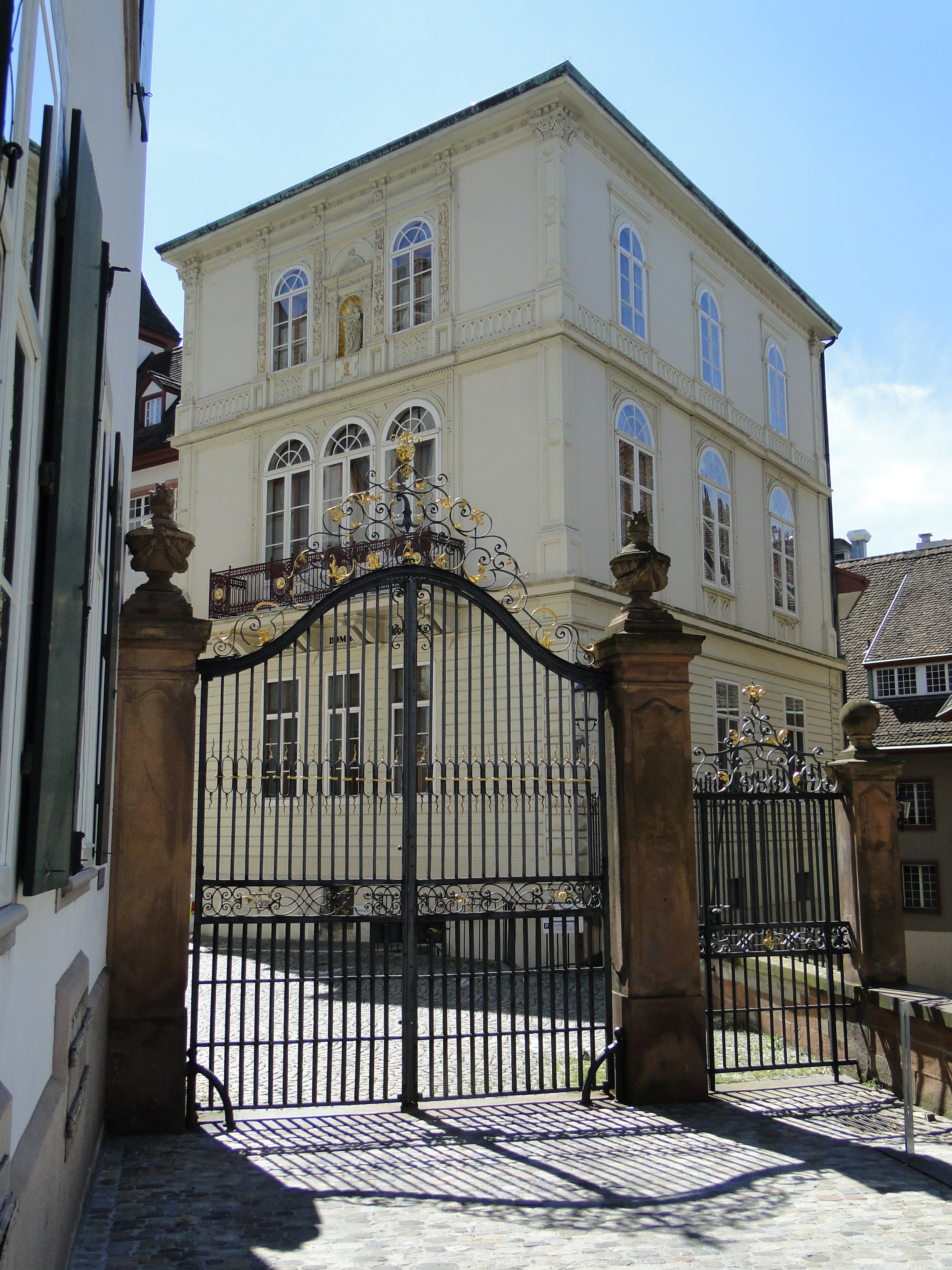
Domhof

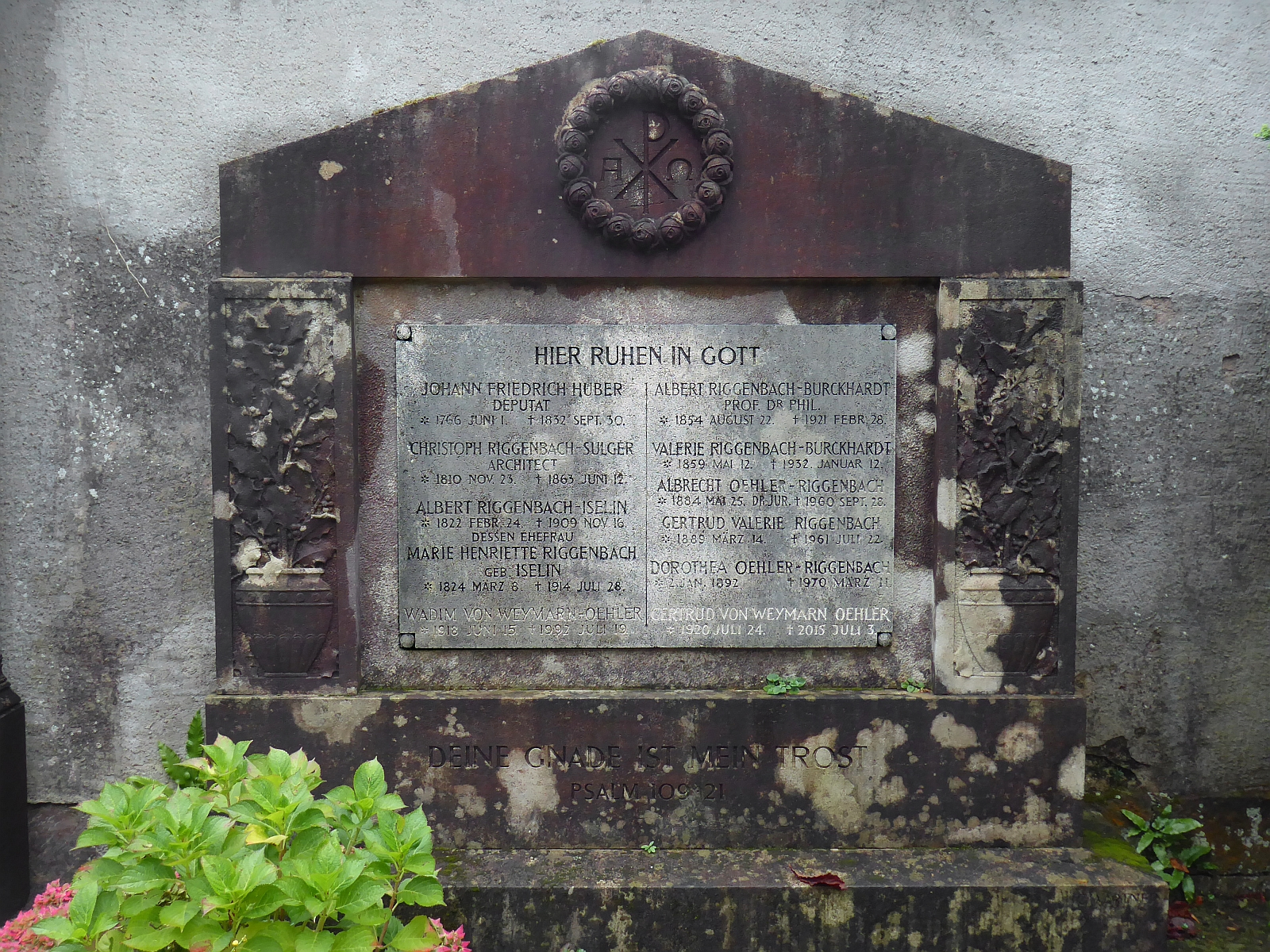
Grab auf dem Friedhof Wolfgottesacker, Basel

Christoph Riggenbach erlernte zunächst den Steinmetzberuf. In einer Zeit, als die Architektenausbildung noch nicht durch ein Studium akademisch formalisiert war, liess er sich von 1832 bis 1834 bei Georg Moller in Darmstadt zum Architekten ausbilden. Bei Moller arbeiteten in den 1830er Jahren viele junge Architekten aus dem ganzen deutschsprachigen Raum. Im Sommer 1834 war Riggenbach zudem an der Berliner Bauakademie, es folgte ein einjähriger Studienaufenthalt in München und die bei vielen Architekten und Künstlern damals übliche Italienreise. 1837 kehrte er in seine Heimatstadt Basel zurück.
Für seine gesamte dann noch folgende 25-jährige Berufstätigkeit – Riggenbach starb mit 52 Jahren – war die Planung der Basler Spitalbauten hauptsächlich bestimmend. Die Bauten seiner anfänglichen Periode waren sehr von der italienischen Renaissance, dem Quattrocento bestimmt, so etwa das Bachofenhaus (1839–1841) und der Domhof. Gegen die 1850er Jahre überlagerten zunehmend spielerische, romantisierende Formen den blockhaften, strengen, aus Renaissanceformen schöpfenden Ansatz, etwa beim Wohnhaus in der Missionsstrasse (1850–1851). Es traten später neugotische Formen hinzu, wie in der Elisabethenkirche, die er nach Plänen Ferdinand Stadlers ausführte (1857–1865) und dem benachbarten Kleinkinderschulhaus. Dennoch kann man von einem eigentlichen Stilpluralismus im Sinne des Historismus nicht reden.
In Vorträgen und Gutachten wird sein kirchliches und historisches Interesse deutlich, etwa dem Restaurierungsgutachten zum Berner Christoffelturm.

## Werk (Auswahl)
- Projekt für das Berner Regierungsgebäude, 1835
- Spitalanlagen in Basel, 1838–1842, 1857–1860
- Bachofenhaus, Münsterplatz 2 in Basel, 1839–1841
- Domhof, Münsterplatz 12 in Basel, 1840–1842
- Socinsche Häuser, Petersgraben 27 und 29 in Basel, 1843–1844
- Wohnhaus, St.-Alban–Vorstadt 16 in Basel, 1844
- Neues Kaufhaus, Barfüsserplatz in Basel, 1844–1846 (1874 abgerissen)[1]
- Villa Solitude, Grenzacherstrasse 206 in Basel, 1845–1846
- Seidenbandfabrik, St.-Alban–Kirchrain 10 in Basel, 1850–1851
- Spalengottesackerkapelle in Basel, 1850–1852 (1943 abgebrochen)
- Landgut zum Oberen Mittleren Gundeldingen (Bachofenschlösschen) in Basel, 1854 (1973 abgebrochen)
- Elisabethenkirche in Basel, 1857–1863